# عثمان كامارا (لاعب كرة قدم مواليد 2003)
عثمان كامارا (بالفرنسية: Ousmane Camara)‏ (من مواليد 3 يونيو 2003) هو لاعب كرة قدم فرنسي محترف يلعب كلاعب خط وسط لنادي باريس.

## حياته الشخصية
ولد كامارا في فرنسا، وهو من أصل غيني.